# Carl Ludwig (Jurist)
Carl Ludwig (* 15. Februar 1889 in Maloja; † 30. August 1967 in Basel) war ein Schweizer Jurist und Professor für Strafrecht an der Universität Basel. Er verfasste in den Jahren 1956 bis 1957 im Auftrag des Bundesrats den Bericht Die Flüchtlingspolitik der Schweiz seit 1933 bis zur Gegenwart, der als „Ludwig-Bericht“ bekannt geworden ist.

## Leben
Nach dem Tod seines Vaters Dr. med. Johann Ludwig 1894 übersiedelte Carl mit dem Rest der Familie nach Basel. Ludwig studierte Rechtswissenschaften in Basel und Genf und promovierte im Jahr 1911. Er war Mitglied der Zofingia und in den Jahren 1910–11 deren Centralpräsident. Ab 1912 wirkte Ludwig als Untersuchungsrichter, ab 1919 als Erster Staatsanwalt und ab 1923 als Strafgerichtspräsident in Basel.
1929 habilitierte Ludwig in Straf- und Presserecht. 1931 bis 1938 war er Dozent, 1938 bis 1959 Professor für Strafrecht an der Universität Basel, deren Rektor er 1952 war. Von 1930 bis 1946 war Ludwig zudem Regierungsrat der Liberalen Partei (1930–34 als Vorsteher des Polizeidepartements, anschliessend des Finanzdepartements). 1934 kandidierte er für den Bundesrat (Nachfolge Heinrich Häberlin), unterlag jedoch in der Wahl durch die Bundesversammlung gegen Johannes Baumann.
Weitere Mandate übte Ludwig als Verwaltungsrat der Ciba (ab 1946) sowie als Präsident der Schweizer Spende an die Kriegsgeschädigten aus.
Ludwig war seit 1935 mit Amalie Sprecher von Bernegg verheiratet, der Tochter des Generals Arthur Sprecher von Bernegg. Die Ehe blieb kinderlos.